# Zaglyptonotus mississippiensis
Zaglyptonotus mississippiensis is een vliesvleugelig insect uit de familie Torymidae. De wetenschappelijke naam is voor het eerst geldig gepubliceerd in 1938 door Breland.